# آلیسا کامپانلا
آلیسا کامپانلا (انگلیسی: Alyssa Campanella؛ زادهٔ ۲۱ مارس ۱۹۹۰) مانکن و ملکه زیبایی اهل آمریکا است. او به نمایندگی از نیوجرسی در مراسم ملکه زیبایی نوجوان ایالات متحده آمریکا ۲۰۰۷ شرکت کرد و مقام اول بعد از برنده اصلی را ازان خود کرد و همین‌طور به نمایندگی از کالیفرنیا برنده ملکه زیبایی ایالات متحده آمریکا ۲۰۱۱ شد و به نمایندگی از آمریکا در مراسم دوشیزه جهان ۲۰۱۱ در برزیل راه پیدا کرد و جز نیمه نهایی قرار گرفت.